# Гермес (космический корабль)
Гермес — разрабатывавшийся Европейским космическим агентством проект многоразового космического корабля. 

## Описание
Программа «Гермес» была утверждена ЕКА в середине 1986 года как общая для стран западной Европы. Разработка началась в ноябре 1987 года, хотя проект был одобрен французским правительством ещё в 1978 году. Проектом предполагалось, что первый корабль будет запущен в 1995—1997 годах, и затем каждый год будет запускаться примерно по два пилотируемых космических корабля. Планировалось для запуска «Гермеса» создать ракету-носитель «Ариан-5», которая стартовала бы с космодрома Куру, а приземлялся бы «Гермес» на обычную посадочную полосу в горизонтальном положении. Думали изготовить два многоразовых корабля «Гермес», которые бы работали по 15—20 лет каждый. «Гермес» должен был иметь размах крыла 10 метров, массу 20 тонн, длину 18 метров. Кабина должна была быть герметичной и иметь объём 26 м³, а помещение для полезной нагрузки — 35 м³. Сначала планировалось выводить полезную нагрузку массой 4,5 тонны, но весной 1987 года её уменьшили до 3 тонн. Планировалось снабдить «Гермес» двигателем для выведения на орбиту, манёвров в космосе и схода с орбиты. Стоимость программы оценивалась в 5,3 млрд долларов. Цена запуска в космос 1 килограмма полезной нагрузки с помощью «Гермеса» оценивалась в 3000 долларов.
Однако изменение политической ситуации и трудности с финансированием привели к закрытию проекта в 1993 году. Ни одного корабля так построено и не было.
Группа специалистов из Star Systems, на фоне успехов частной космонавтики решила вернуть проект к жизни, собрав деньги при помощи краудфандинга. Последние испытания двигателя прошли в 2012 году.